# إنريكو باتاغلين
إنريكو باتاغلين (بالإيطالية: Enrico Battaglin) (و. 1989  م) هو راكب دراجة هوائية، من إيطاليا، شارك في طواف إيطاليا 2014.

## سباقات أو مراحل فاز بها
| التاريخ        | السباق                              | المركز                   |
| -------------- | ----------------------------------- | ------------------------ |
| 01 يناير 2010  | 2010 Gran Premio Palio del Recioto  |                          |
| 01 يناير 2010  | Gran Premio Capodarco 2010          |                          |
| 30 مايو 2010   | 2010 Trofeo città di San Vendemiano |                          |
| 25 أبريل 2011  | جيرو ديل بلفيدير 2011               |                          |
| 04 سبتمبر 2011 | 2011 Giro della Romagna             |                          |
| 06 أكتوبر 2011 | كوبا ساباتيني 2011                  | الأول في التصنيف العام   |
| 26 فبراير 2012 | غران بريمو دي لوغانو 2012           |                          |
| 14 مارس 2012   | تيرينو ادرياتيكو 2012               | العاشر في تصنيف أفضل شاب |
| 28 يوليو 2013  | 2013 Trofeo Matteotti               |                          |
| 01 يونيو 2014  | طواف إيطاليا 2014                   | السابع في تصنيف النقاط   |
| 09 أكتوبر 2014 | كوبا ساباتيني 2014                  | الخامس في التصنيف العام  |

## روابط خارجية
- إنريكو باتاغلين على موقع الاتحاد الدولي للدراجات (الإنجليزية)
- إنريكو باتاغلين على موقع أرشيف الدراجات (الإنجليزية)
- إنريكو باتاغلين على موقع إحصائيات الدراجات الإحترافية (الإنجليزية)
- إنريكو باتاغلين على موقع نسبة الدراجات (الإنجليزية)
- إنريكو باتاغلين على موقع CycleBase (الإنجليزية)